# Reakcja Balza-Schiemanna
Reakcja Balza – Schiemanna to reakcja chemiczna, w której pierwszorzędowa amina aromatyczna przekształca się w fluorek arylu poprzez tetrafluoroboran diazoniowy.Ta reakcja jest tradycyjną metodą do otrzymania fluorobenzenu i niektórych pochodnych, w tym kwasu 4-fluorobenzoesowego. 
| Nazwana na cześć | Günthera Balza i Günthera Schiemanna |
| Rodzaj reakcji   | Substytucja                          |
| ---------------- | ------------------------------------ |

Koncept reakcji jest podobny do reakcji Sandmeyera, która przekształca sole diazoniowe w inne halogenki arylowe (ArCl, ArBr). Jednak, chociaż reakcja Sandmeyera obejmuje odczynnik/katalizator miedziowy i rodniki pośrednie, rozkład termiczny tetrafluoroboranu diazoniowego przebiega bez promotora i uważa się, że generuje wysoce niestabilne kationy arylowe (Ar+), które oddzielają F− od BF4− otrzymując fluoroaren (ArF) wraz z trifluorkiem boru i azotem jako produktami ubocznymi.

## Zastosowanie
Typowa reakcja Balza – Schiemanna wykorzystuje HBF4 i polega na wyodrębnieniu soli diazoniowej. Oba aspekty można skutecznie modyfikować. Zamiast tetrafluoroboranów zastosowano inne przeciwjony, takie jak heksafluorofosforany (PF6-) i heksafluoroantymoniany (SbF6-), z lepszą wydajnością w przypadku niektórych substratów. Reakcję diazowania można przeprowadzić za pomocą soli nitrozoniowych, takich jak [NO]SbF6, bez wyodrębniania związku pośredniego diazoniowego.
Z praktycznego punktu widzenia typowa reakcja Balza-Schiemanna zużywa stosunkowo drogi BF4 jako źródło fluoru. Alternatywna metodologia wytwarza sól fluorkową związku diazoniowego. W tej reakcji diazowanie prowadzi się roztworem azotynu sodu w ciekłym fluorowodorze:
ArNH
2  +  2 HF  +  NaNO
2   →   [ArN
2]F  +  NaF  +  2 H
2O
[ArN
2]F   →   ArF  +  N
2

## Historia
Reakcja została nazwana na cześć niemieckich chemików Günthera Schiemanna i Günthera Balza.